# Parastasia dempuensis
Parastasia dempuensis är en skalbaggsart som beskrevs av Yuiti Wada 2008. Parastasia dempuensis ingår i släktet Parastasia och familjen Rutelidae. Inga underarter finns listade i Catalogue of Life.